# 喬治亞郵政

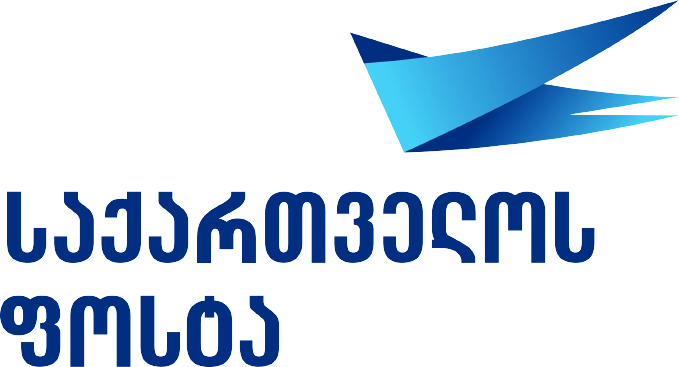

喬治亞郵政是喬治亞的郵政公司，擁有員工約2700人。1805年，喬治亞的第一家郵局在第比利斯開業。